# AS Marsouins
Association Sportive Les Marsouins w skrócie AS Marsouins – reunioński klub piłkarski grający w reuniońskiej pierwszej lidze, mający siedzibę w mieście Saint-Leu.

## Sukcesy
- I liga[1]:
  - mistrzostwo (1): 2000.

- Puchar Reunionu[2]:
  - zwycięstwo (2): 1997, 2007.

## Występy w afrykańskich pucharach
| Sezon | Rozgrywki                 | Runda   | Kraj      | Klub                   | Dom | Wyjazd | Dwumecz      |
| ----- | ------------------------- | ------- | --------- | ---------------------- | --- | ------ | ------------ |
| 1998  | Puchar Zdobywców Pucharów | 1       | Mauritius | Fire Brigade SC        | 0–3 | 0–1    | 0–4          |
| 1999  | Puchar Zdobywców Pucharów | wstępna | Lesotho   | Arsenal Maseru         | 5–0 | 1–3    | 6–3          |
| 1999  | Puchar Zdobywców Pucharów | 1       | Mozambik  | CD Maxaquene           | 2–1 | 1–2    | 3–3 (k. 5–6) |
| 2001  | Liga Mistrzów             | wstępna | Eswatini  | Mbabane Highlanders FC | 1–1 | 2–0    | 3–1          |
| 2001  | Liga Mistrzów             | 1       | Seszele   | St Michel United FC    | 3–2 | 1–2    | 4–4          |

## Stadion
Domowe mecze klub rozgrywa na stadionie o nazwie Stade Municipal Christol Marivan w Saint-Leu. Stadion może pomieścić 4000 widzów.